# 지니 (프로게이머)
지니(본명: 유백진, 2005년 8월 31일 ~ )는 대한민국의 리그 오브 레전드 프로게이머로 아이디는 Zinie이다. 포지션은 미드 라이너이다.

## 선수 생활
2022년 10월, KT Academy에 입단하면서 선수 생활을 시작했다.
2024시즌을 앞두고 KT 롤스터 2군으로 콜업되면서 프로 커리어를 시작했다. 스프링 2라운드 및 정규 시즌 MVP와 스프링 우승을 달성했다. 서머 2라운드 및 정규 시즌 MVP와 서머 우승을 달성했다. LCK 1번 시드 자격으로 진출한 ASCI 2024에서 우승을 달성했다.
2024년 10월, 2024년 한중일 e스포츠 대회를 앞두고 국가대표 미드 라이너로 선발되었다.

## 소속팀
| # | 팀명       | 소속 기간               | 소속 리그 | 비고 |
| - | ---------- | ----------------------- | --------- | ---- |
| 1 | KT Academy | 2022.10.22 ~ 2024.01.03 |           |      |
| 2 | KT 롤스터  | 2024.01.03 ~            | LCK       |      |

## 수상 내역
- 2024 LCK 챌린저스 리그 스프링 2라운드 최우수 선수
- 2024 LCK 챌린저스 리그 스프링 정규 시즌 최우수 선수
- 2024 LCK 챌린저스 리그 스프링 우승
- 2024 LCK 챌린저스 리그 서머 2라운드 최우수 선수
- 2024 LCK 챌린저스 리그 서머 정규 시즌 최우수 선수
- 2024 LCK 챌린저스 리그 서머 우승
- 아시아 스타 챌린저스 인비테이셔널 2024 우승